# Dor Peretz
Pour les articles homonymes, voir Peretz.
Dor Peretz, né le 17 mai 1995 à Hod Hasharon en Israël, est un footballeur international israélien d'origine portugaise  qui évolue au poste de milieu défensif au Maccabi Tel-Aviv.

## Carrière

### En équipe nationale
Avec les moins de 19 ans, il participe au championnat d'Europe des moins de 19 ans 2014 organisé en Hongrie. Lors de cette compétition, il joue deux matchs : contre l'Autriche, puis contre le pays organisateur. Il est capitaine lors de ces deux rencontres.
Dor Peretz honore sa première sélection en équipe d'Israël le 13 octobre 2015 lors d'un match contre la Belgique. Ce match perdu 3-1 à Bruxelles rentre dans le cadre des éliminatoires de l'Euro 2016.

## Statistiques
| Saison                | Club                  | Championnat           | Championnat | Championnat | Coupe nationale | Coupe nationale | Coupe de la Ligue | Coupe de la Ligue | Compétition(s) continentale(s) | Compétition(s) continentale(s) | Compétition(s) continentale(s) | Israël | Israël | Total | Total |
| Saison                | Club                  | Division              | M.          | B.          | M.              | B.              | M.                | B.                | Comp.                          | M.                             | B.                             | M.     | B.     | M.    | B.    |
| 2014-2015             | Maccabi Tel-Aviv      | Ligat Winner          | 19          | 0           | 3               | 0               | 6                 | 1                 | -                              | -                              | -                              | -      | -      | 28    | 1     |
| 2015-2016             | Maccabi Tel-Aviv      | Ligat Winner          | 24          | 1           | 4               | 0               | 2                 | 0                 | C1                             | 8                              | 0                              | 2      | 0      | 40    | 1     |
| 2016-2017             | Maccabi Tel-Aviv      | Ligat Winner          | 3           | 0           | -               | -               | 6                 | 0                 | C3                             | 8                              | 0                              | -      | -      | 17    | 0     |
| Total sur la carrière | Total sur la carrière | Total sur la carrière | 46          | 1           | 7               | 0               | 14                | 1                 | -                              | 16                             | 0                              | 2      | 0      | 85    | 2     |

## Palmarès
Il remporte le championnat d'Israël en 2014-2015 ainsi que la coupe de la Ligue israélienne la même année avec le Maccabi Tel-Aviv.